# Историја хришћанства у Румунији
Историја хришћанства у Румунији. За почетак хришћанства у Румунији се узима 2. век, када су многи хришћани настрадали у прогонима мученичком смрћу у римској провинцији Доњој Мезији. На присуство хришћанских заједница на тлу Румуније у најстарија времена указује преко стотину археолошких налазишта која датирају из 3. и 4. века. Извори из 7. и 10. века пак су толико оскудни да се стиче утисак да је хришћанство ишчезло током тог периода.
Огромна већина Румуна су верници православне цркве, за разлику од осталих романских народа који су следбеници католичке цркве. Прихватањем литургије на црквенословенском, Румуни су прихватили бројне термине из јужнословенских језика, пре свега из српског. Савремена румунска црквена терминологија пак у својој основи је латинска. Најранији преводи верских списи се јављају у 15. веку, а први потпуни превод Светог писма је објављен 1688. године.
Најстарије познато сведочанство о црквеној јерархији код Румуна северно од Дунава је папска була из 1234. Оснивањем кнежевина Влашке и Молдавске у 14. веку, успостављене су и две митрополитске столице које су се налазиле под јурисдикцијом Васељенске патријаршије у Цариграду. Православље је вековима било толерисано на простору западно од Карпатских планина, где су за време Краљевине Угарске у 11. веку биле успостављене католичке епископије. На истом простору, на ком је касније формирана Кнежевина Трансилванија (16. век), четири религије су имале привилегован статус: калвинистичка, католичка, лутеранска и унитаристичка, док га православна није имала. Након припајања Кнежевине Трансилваније Хабзбуршкој монархији, део локалног православног свештенства на челу са својим митрополитом је прихватио унију са Римом 1698. године.
Румунској православној цркви је призната аутокефалност 1885. Православна и Унијатска црква су проглашене за националне цркве 1923. Комунистичке власти су укинуле Унијатску цркву, док је Православна подређена властима 1948. Унијатска црква је васпостављена после пада комунистичког режима 1989. Устав Румуније истиче аутономију цркава у односу на државу.

## Римско доба
Хришћанске заједнице на територији данашње Румуније датирају најкасније из 3. века. Према усменој традицији коју је забележио Иполит из Рима у 3. веку, апостол Андрија је био први који је ширио Исусове поуке у „Скитији“. Уколико се прихвати тумачење да се под „Скитијом“ подразумева римска провинција Мала Скитија (лат. Scythia Minor) а не Крим (како тврди Руска православна црква), може се сматрати да је хришћанство у Румунији сеже до апостолских времена.
Постојање хришћанских заједница у Трајановој Дакији (лат. Dacia Traiana). Неки хришћански предмети који су нађени тамо датирају из 3. века, тј. из времена које претходи повлачењу Римљана из те области. Посуђе са знаком крста, рибе, и други хришћански симболи пронађени су, између осталог, и у Улпији Трајани, Поролисуму, Потајси, Апулуму, Ромули и Герли. На погребном олтару у Напоки урезан је знак крста унутар слова „О“ које се првобитно налазило у склопу натписа неког паганског споменика. У Ампелуму и Потајси су пронађени христијанизовани пагански споменици. Пронађен је и један тиркизно-златни прстен са натписом „Ego sum flagellum Iovis contra perversos Christianos“ који се вероватно односи на персекуције хришћана из средине 3. века.
У провинцији Малој Скитији велики број хришћана настрадао је мученичком смрћу током Диоклецијановог прогона хришћана на прелазу из 3. у 4. век. У гробници у Никулицелу откривени су остаци четворице мученика, чија имена су на унутрашњем делу зида исписана на грчком језику. У већим провинцијским местима откривено је тридесет и пет базилика саграђених у периоду између 4. и 6. века. Најстарија позната базилика која се налази северно од Доњег Дунава, подигнута је у Сукијадави (данас Челеј), у једној од римских тврђава које су обновљене у време владавине цара Јустинијана. Погребне одаје су саграђене у Калатису (данас Мангалија), Капидави и другим градовима провинције Мале Скитије током 6. века. Зидови су исписани цитатима из псалама.
Свештеници из провинције Мале Скитије су били укључени у теолошке расправе вођене на прва четири васељенска сабора. Познато је да је свети Вретанион бранио православну веру против аријанства 60-их година 4. века. Седиште митрополита који су се до краја 5. века налазили на челу четрнаесторице епископа налазило се у Томију (данашња Констанца). Последњи митрополит се помиње у 6. веку, пре него што је Мала Скитија пала под власт Авара и Словена који су уништили тврђаве на Доњем Дунаву .

## Средњи век

### Православна црква у Угарској
Од православних народа Угарску су први, од 13. века, почели да насељавају Румуни (Власи). У почетку су се насељавали у планинским областима, да би се касније раширили по читавој Трансилванији, где су у 18. веку већ чинили већину. Ово румунско становништво је имало свештенство, што се може закључити на основу писма које је папа Григорије IX (1227—1241) послао Бели IV, сину угарског краља Андрије II, 14. новембра 1234:
У Куманској епископији, како сам обавештен, постоји неки народ који се зове Власи. Иако се називају Христовим именом [тј. сматрају себе хришћанима], имајући, међутим, у оквиру једне вере различите обреде и обичаје, раде ствари које су стране овом [тј. Христовом] имену... Наиме, не хају за Римском црквом, а општецрквене сакраменте [тј. свете тајне] не примају од пречасног нам брата... епископа куманског, који је месни дијецезан, него од некаквих псеудоепископа, који се држе грчког обреда [тј. православних свештеника]. А неки људи из Краљевине Угарске, како Угри, тако и Немци и други правоверни [народи], боравећи са њима [на истом простору] прелазе на њихову страну. И тако, удружени са истим Власима као један народ, презревши оног [епископа куманског], примају са њима напред поменуте сакраменте.“
Први румунски православни достојанственик у Угарској крајем 14. који је вршио важне архијерејске функције у црквеној администрацији био је игуман манастира светог Михаила у Марамурешу. Од почетка 16. века у изворима се помињу две румунске дијецезе.

## Нови век

### Православна црква у Трансилванији и Хабзбуршкој монархији
Од 1640. румунски епископи из Трансилваније су били потчињени реформаторским епископима. У то време покушавано је и да се Румуни преобрате у протестантизам, па је тако 1648. издан протестантски катихизис на румунском језику. Међутим, уложен напор донео је мало успеха.
Трансилванијски Румуни, који су се у великом броју налазили у ропском положају, нису били привилеговани народ као Угри, Секељи и Саксонци. Према томе, ни њихова црква није могла да се третира једнако као католичка, реформаторска, евангелистичка и унитаристичка. У земљи где је верска слобода била прокламована само за протестанте, православље је до 1848. било само толерисана религија.
17. век завршио се несрећно за Румунску православну цркву. За разлику од православних цркава у Влашкој и Молдавији, црква у Трансилванији имала је потешкоћа са прозелитизом који су вршили католичка црква (14-15. век), калвинисти (17. век) и поново католичка црква (18. век). Прве две прозелитске акције нису уродиле плодом, али је трећа 1678-1701. имала дуготрајнији екефат. Румунски митрополит Атанасије био је 1698. приморан да у име 2.270 свештеника прихвати унију са Римом. Угарски краљ Леополд I је доделио свим православним свештеницима који су прихватили унију иста права и привилегије које је уживало католичко свештенство (1699. и 1701). Нова Унијатска црква је настала када је епископ Атанасије формално пресекао везе са Угровлашком митрополијом у Букурешту и постао епископ нове цркве. Тиме је Румунска православна црква у Трансилванији, у правном смислу, престала да постоји.
Број православних Румуна је, међутим, стално растао, пошто их се све више и више одрицало уније и враћало православљу. Тако су до 1761. створени предуслови за оснивање прве православне дијецезе после прихватања уније. Први покрет за васпостављање православне цркве покренуо је 1744. монах Висарион Сарај, Србин из Босне. Монах Софроније предводио је румунске сељаке у борби против уније 1759-1760. Суочен са антиунионистичким покретом православних Румуна, Бечки двор је попустио. Тако је основана православна дијецеза са седиштем у Сибињу а под јурисдикцијом Карловачке митрополије. За епископа трансилванских Румуна је доведен Дионисије Новаковић, Србин из Далмације.
Најистакнутији јерарх у 19. веку је био Андреј Шагуна, чије име се везује за васпостављање старе православне митрополије у Трансилванији које је постигнуто уз сагласност угарске владе (1864). У другој половини 19. века, Румунска православна црква надгледала је рад четири средњих школа и преко 2.700 основних. Многи румунски свештеници су били депортовани или затварани након што је Румунија објавила рат Аустро-Угарској 1916. године.